# بستنی دسته‌جمعی

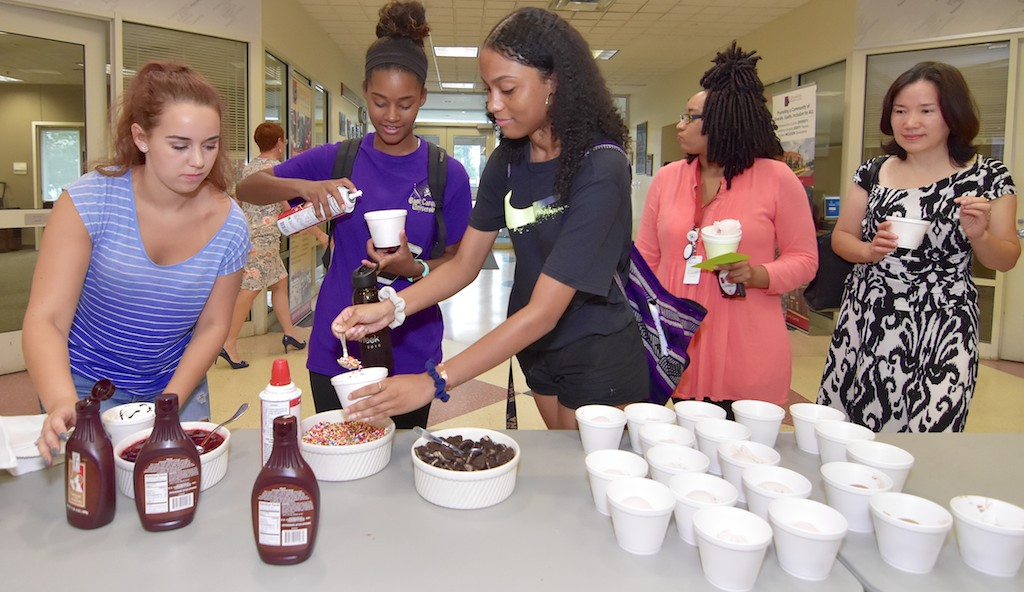
بستنی دسته‌جمعی

بستنی دسته‌جمعی(به انگلیسی: Ice cream social) که بستنی پارتی هم نامیده می‌شود. مناسبتی است که معمولاً در تابستان‌ها بین همسایگان برگزار می‌شود و گاهی نیز به منظور خوشامدگویی است. در این مناسبت که از قبل برنامه‌ریزی می‌شود به مهمانان بستنی داده می‌شود. 

## تاریخچه
بستنی دسته‌جمعی سنتی است که از قرن هجدهم در امریکای شمالی رایج است. این سنت اولین بار در سال ۱۷۴۴ توسط توماس بلادن فرماندار مریلند آغاز شد. سپس در سال ۱۸۰۲ در دوران ریاست جمهوری توماس جفرسون ، برای اولین بار در کاخ سفید اجرا شد. در سال ۱۸۰۰ مدارس و کلیساها نیز به مناسب‌ت‌هایی این سنت را اجرا کردند. امروزه این سنت در طبقات اجتماعی گوناگون رایج است.
بزرگترین بستنی دسته‌جمعی در جهان در سی ژانویه ۲۰۱۹ در ایتالیا برگزار شد.